# Magic Keyboard
Magic Keyboard je aktuálně vyráběná klávesnice společnosti Apple a je nástupcem Apple Wireless Keyboard. Je velmi podobná své předchozí verzi z hlediska použitelnosti, ale její design se zcela odlišuje. Má zvýšenou stabilitu a nižší profil, který přinese větší komfort a přesnost psaní na klávesnici.

## Hardware
Klávesnice obsahuje také vyměnitelnou dobíjecí lithium-iontovou baterii, která se dobíjí přes Lightning konektor ve středu zadní části klávesnice. Klávesnice využívá 32bitový procesor STM32F103VB (RISC ARM Cortex-M3) taktovaný na 72 MHz a obsahuje Broadcom BCM20733 Enhanced Data Rate Bluetooth 3.0 Single-Chip Solution.
Magic Keyboard byla vydána společně s Magic Mouse 2 a Magic Trackpad 2 v říjnu 2015. Hlavním tématem nových periférií je, že jsou šetrné k životnímu prostředí, protože obsahují plně dobíjecí a recyklovatelné lithium-iontové baterie, což snižuje plýtvání bateriemi.